# Trójkąt (połączenie)

Trójfazowe połączenie typu gwiazda i trójkąt

Trójkąt jest rodzajem połączenia w układach trójfazowych, oznaczanym symbolem Δ. W połączeniu typu trójkąt napięcie na elementach E (E może w tym przypadku oznaczać rezystancję, impedancję itp.) równe jest napięciu międzyfazowemu (wynika to z tego, że w tym połączeniu nie ma punktu neutralnego), natomiast prądy płynące przez te elementy są wypadkową odpowiednich prądów fazowych.
Czasami zachodzi potrzeba zastąpienia układu połączonego w trójkąt równoważnym układem połączonym w gwiazdę. Równoważność oznacza tutaj warunek niezmienności prądów i napięć w tej części obwodu, która nie podlega przekształceniu.
Wzory pozwalające przekształcić trójkąt w gwiazdę mu równoważną:
{\displaystyle Z_{1}={\frac {Z_{12}\cdot Z_{13}}{Z_{12}+Z_{13}+Z_{23}}}}
{\displaystyle Z_{2}={\frac {Z_{12}\cdot Z_{23}}{Z_{12}+Z_{13}+Z_{23}}}}
{\displaystyle Z_{3}={\frac {Z_{13}\cdot Z_{23}}{Z_{12}+Z_{13}+Z_{23}}}}
gdzie:
{\displaystyle Z_{1},Z_{2},Z_{3}} – impedancje na poszczególnych gałęziach gwiazdy
{\displaystyle Z_{12},Z_{13},Z_{23}} – impedancje na poszczególnych gałęziach trójkąta
Transfigurację (przekształcenie) można wykonać zarówno z trójkąta na gwiazdę, jak i na odwrót.